# Rio Quebra-Anzol
Rio Quebra-Anzol (portugisiska: Rio Quebra Ansol) är ett vattendrag i Brasilien.   Det ligger i delstaten Minas Gerais, i den sydöstra delen av landet, 400 km söder om huvudstaden Brasília.
Omgivningarna runt Rio Quebra-Anzol är huvudsakligen savann. Runt Rio Quebra-Anzol är det glesbefolkat, med 14 invånare per kvadratkilometer.